# Symmetrisk differens

Venn-digram som visar en symmetrisk differens.

Inom matematik, är en symmetrisk differens av två mängder element i mängder som inte tillhör snittet av mängder. Med mängdbyggare går det att beskriva operation
{\displaystyle A\Delta B=(A\setminus B)\cup (B\setminus A)=(A\cup B)\setminus (A\cap B)=(A\cap B')\cup (A'\cap B)}
där {\displaystyle A'}betecknar komplement.